# Jean-Claude Mathis
Jean-Claude Mathis, né le 15 août 1939 à Bouzonville (Moselle), est un homme politique français.

## Biographie
Il est élu député le 16 juin 2002, pour la XIIe législature (2002-2007), dans la 2e circonscription de l'Aube. Il fait partie du groupe UMP. Il est réélu député en 2007 puis en 2012.
Le 27 novembre 2012, il adhère au groupe Rassemblement-UMP présidé par François Fillon.
En mars 2015, il est élu conseiller départemental du canton des Riceys en tandem avec Christine Patrois. Ils ont pour suppléants Jean-Michel Hupfer et Myriam Luttun. Il démissionne peu de temps après du conseil départemental,, et est remplacé par son suppléant Jean-Michel Hupfer.
Il soutient François Fillon pour la primaire présidentielle des Républicains de 2016.
Aux élections municipales de 2020, la liste qu'il mène arrive en deuxième et dernière position avec 248 voix soit 45,17%. Face à lui, Laurent Noirot, un ancien membre de son équipe, arrive en tête avec 301 voix soit 54,83%. Le 27 mai 2020, Laurent Noirot est élu maire des Riceys. Jean-Claude Mathis reste cependant conseiller municipal de la commune.

## Mandats
- 13/03/1977 - 13/03/1983 : Adjoint au maire des Riceys
- 14/03/1983 - 19/03/1989 : Adjoint au maire des Riceys
- 03/10/1988 - 27/03/1994 : Membre du conseil général de l'Aube
- 20/03/1989 - 18/06/1995 : Maire des Riceys
- 30/03/1992 - 27/03/1994 : Vice-président du conseil général de l'Aube
- 28/03/1994 - 18/03/2001 : Vice-président du conseil général de l'Aube
- 19/06/1995 - 18/03/2001 : Maire des Riceys
- 16/03/1998 - 01/05/2001 : Vice-président du conseil régional de Champagne-Ardenne
- 19/06/2002 - 20/06/2017 : Député de la 2e circonscription de l'Aube
- 18/03/2001 - 27/05/2020 : Maire des Riceys

Actuel mandat :
- Conseiller Municipal des Riceys